# Sekundærrute 160
Sekundærrute 160 er en landevej på Fyn, som strækker sig fra Odense til Nyborg, nærmest parallelt med Europavej E20, den fynske motorvej. Den samlede årsdøgntrafik var i 2008 på mellem 5.500 – 10.500 køretøjer i gennemsnit. Vejen er 27 kilometer lang, og går blandt andet gennem Langeskov, Ullerslev og Hjulby, hvorefter den ender i centrum af Nyborg.